# Ostrava-Bartovice (nádraží)
Ostrava-Bartovice je železniční stanice v ostravské městské části Radvanice a Bartovice, jejíž provoz započal v roce 1918. Stanice leží na železniční trati Ostrava-Svinov – Český Těšín a zastavují v ní všechny vlaky linky S9 (Ostrava-Svinov – Havířov – Český Těšín).
Na stanici navazuje vjezdové kolejiště vlečky Liberty Ostrava s šesti dopravními kolejemi. Vlaky ve směru od Havířova nebo Ostravy-Kunčic mohou vjet přímo na koleje vlečky bez nutnosti vjezdu na koleje Správy železnic a následného přestavování na vlečku.

## Historické názvy
- Bartelsdorf 1918–1921
- Bartovice 1931–1939
- Bartelsdorf/Bartovice 1939–1945
- Bartovice 1945–1964
- Ostrava-Bartovice od 1964